# 금산군의 국회의원

## 행정구역 변천
- 1945년 8월 15일 전라북도 금산군
- 1963년 1월 1일 충청남도 금산군

## 금산군의 역대 국회의원 일람
| 대수         | 이름           | 소속정당           | 임기                             | 선거구역                             |
| ------------ | -------------- | ------------------ | -------------------------------- | ------------------------------------ |
| 제1대        | 정해준(鄭海駿) | 대한독립촉성국민회 | 1948년 5월 31일~1950년 5월 30일  | 전라북도 금산군 일원                 |
| 제2대        | 임영신(任永信) | 여자국민당         | 1950년 5월 31일~1954년 5월 30일  | 전라북도 금산군 일원                 |
| 제3대        | 유진산(柳珍山) | 무소속             | 1954년 5월 31일~1958년 5월 30일  | 전라북도 금산군 일원                 |
| 제4대        | 유진산(柳珍山) | 민주당             | 1958년 5월 31일~1960년 7월 28일  | 전라북도 금산군 일원                 |
| 제5대 민의원 | 유진산(柳珍山) | 민주당             | 1960년 7월 29일~1961년 5월 16일  | 전라북도 금산군 일원                 |
| 제6대        | 길재호(吉在號) | 민주공화당         | 1963년 12월 17일~1967년 6월 30일 | 충청남도 금산군 일원(제13선거구)     |
| 제7대        | 길재호(吉在號) | 민주공화당         | 1967년 7월 1일~1971년 6월 30일   | 충청남도 금산군 일원(제13선거구)     |
| 제8대        | 박성호(朴性浩) | 민주공화당         | 1971년 7월 1일~1972년 10월 17일  | 충청남도 금산군 일원(제15선거구)     |
| 제9대        | 유진산(柳珍山) | 신민당             | 1973년 3월 12일~1979년 3월 11일  | 금산군·대덕군·연기군 일원(제3선거구) |
| 제9대        | 김제원(金濟源) | 민주공화당         | 1973년 3월 12일~1979년 3월 11일  | 금산군·대덕군·연기군 일원(제3선거구) |
| 제10대       | 이준섭(李俊燮) | 민주공화당         | 1979년 3월 12일~1980년 10월 27일 | 금산군·대덕군·연기군 일원            |
| 제10대       | 유한열(柳漢烈) | 신민당             | 1979년 3월 12일~1980년 10월 27일 | 금산군·대덕군·연기군 일원            |
| 제11대       | 천영성(千永星) | 민주정의당         | 1981년 4월 11일~1985년 4월 10일  | 금산군·대덕군·연기군 일원            |
| 제11대       | 유한열(柳漢烈) | 민주한국당         | 1981년 4월 11일~1985년 4월 10일  | 금산군·대덕군·연기군 일원            |
| 제12대       | 천영성(千永星) | 민주정의당         | 1985년 4월 11일~1988년 5월 29일  | 금산군·대덕군·연기군 일원            |
| 제12대       | 유한열(柳漢烈) | 민주한국당         | 1985년 4월 11일~1988년 5월 29일  | 금산군·대덕군·연기군 일원            |
| 제13대       | 유한열(柳漢烈) | 무소속             | 1988년 5월 30일~1992년 5월 29일  | 금산군 일원                          |
| 제14대       | 정태영(鄭泰榮) | 통일국민당         | 1992년 5월 30일~1996년 5월 29일  | 금산군 일원                          |
| 제15대       | 김범명(金範明) | 자유민주연합       | 1996년 5월 30일~2000년 5월 29일  | 논산시·금산군 일원                   |
| 제16대       | 이인제(李仁濟) | 새천년민주당       | 2000년 5월 30일~2004년 5월 29일  | 논산시·금산군 일원                   |
| 제17대       | 이인제(李仁濟) | 자유민주연합       | 2004년 5월 30일~2008년 5월 29일  | 논산시·계룡시·금산군 일원            |
| 제18대       | 이인제(李仁濟) | 무소속             | 2008년 5월 30일~2012년 5월 29일  | 논산시·계룡시·금산군 일원            |
| 제19대       | 이인제(李仁濟) | 자유선진당         | 2012년 5월 30일~2016년 5월 29일  | 논산시·계룡시·금산군 일원            |
| 제20대       | 김종민(金鍾民) | 더불어민주당       | 2016년 5월 30일~2020년 5월 29일  | 논산시·계룡시·금산군 일원            |
| 제21대       | 김종민(金鍾民) | 더불어민주당       | 2020년 5월 30일~2024년 5월 29일  | 논산시·계룡시·금산군 일원            |
| 제22대       | 황명선(黃明善) | 더불어민주당       | 2024년 5월 30일~                 | 논산시·계룡시·금산군 일원            |

## 같이 보기
- 논산시의 국회의원
- 계룡시의 국회의원
- 대덕군의 국회의원
- 연기군의 국회의원
- 세종특별자치시의 국회의원
- 금산군 (1988년 선거구)
- 논산시·금산군
- 논산시·계룡시·금산군